# Stefan Kleyer
Stefan Kleyer (* 19. Dezember 1971) ist ein ehemaliger deutscher Fußballspieler.
Er spielte in der Jugend bei den Stuttgarter Kickers und wurde 1990 DFB-Jugendkicker-Pokalsieger. Nach seiner Juniorenzeit schloss er sich der TSF Ditzingen an und stieg mit dem Verein in die Oberliga Baden-Württemberg auf. Nach seiner Rückkehr zu den Kickers im Jahr 1993, spielte er dort für die 2. Mannschaft. 1996 kam er zu einem Zweitligaeinsatz, als er am 10. September beim 1:0-Auswärtserfolg gegen den FSV Zwickau in der 90. Spielminute eingewechselt wurde.
Im Sommer 1999 verließ er die Stuttgarter Kickers und wechselte zum SC Echterdingen. Später spielte er für die KSG Gerlingen und den SV Gebersheim.